# الولجة (تاونات)
الولجة قرية مغربية شمال المملكة، تنتمي إلى إقليم تاونات، شمالي مدينة فاس، تضم بلدة الولجة 16.515 نسمة (إحصاء 2004).